# Ioannis Vourakis
Ioannis Vourakis (griechisch Ιωάννης Βουράκης) war ein griechischer Sportschütze, der an den Olympischen Sommerspielen 1896 in Athen teilnahm. Er trat zum Wettbewerb mit dem freien Gewehr über 300 Meter an, beendete ihn jedoch nicht.